# Leipa Group
Leipa (Eigenschreibweise LEIPA) bzw. Leipa Group ist ein deutscher Papierhersteller mit Hauptsitz in Schwedt/Oder, der sich seit sechs Generationen in Familienbesitz befindet. Neben Grafischen Papieren stellt die Unternehmensgruppe Wellpappenrohpapiere, Karton und flexible Verpackungen her und ist ebenfalls im Bereich Logistik, Altpapiersammlung und -sortierung sowie Recycling tätig.

## Geschichte
Der Unternehmensname Leipa geht zurück auf die Papiermacher- und Gründungsfamilie Leinfelder aus Schrobenhausen, Bayern. Zusammen mit dem Begriff Papier entstand Leipa (LEInfelder + Papier).

### Beginn der Papierherstellung in Schrobenhausen
Die Belege für einen ersten Papiermacher namens Jörg Englprecht und seinen Sohn sind unsicher. Dagegen findet sich im Schrobenhausener Stadtarchiv noch die gut erhaltene Urkunde von 1535, mit der die Stadt Schrobenhausen dem Meister Hans Frieß die städtische Papiermühle in Erbrecht überlässt. Zur Datierung alten Schrobenhausener Papiers wird auch das Wasserzeichen herangezogen, es findet sich in Form des Stadtwappens bereits um das Jahr 1538.

### Verkauf an Leinfelder
Michael Leinfelder wurde am 14. April 1797 in Lauingen geboren. Er war als Papiermacher zwölf Jahre in Haunstetten tätig, bevor er nach Schretzheim zog und darauf in einer Münchner Papierfabrik arbeitete. Unter seiner Leitung war die von ihm zuvor erworbene Schrobenhausener Papiermühle ein Handwerksbetrieb, der wichtigste Rohstoff waren die Lumpen, die in der ganzen Umgebung gesammelt wurden und deren Fasern die Papierherstellung ermöglichten.
Aus der Ehe mit Antonie Mayr, geboren am 7. Mai 1802 in Lauingen, gestorben am 6. April 1861 in Augsburg, hatte Michael Leinfelder den Sohn Georg, der den kleinen Betrieb zu einem erfolgreichen Unternehmen machte. Im Jahr 1859 wurde der Betrieb vom Vater an den Sohn übergeben. Michael Leinfelder starb am 19. September 1865.

### Georg Leinfelder

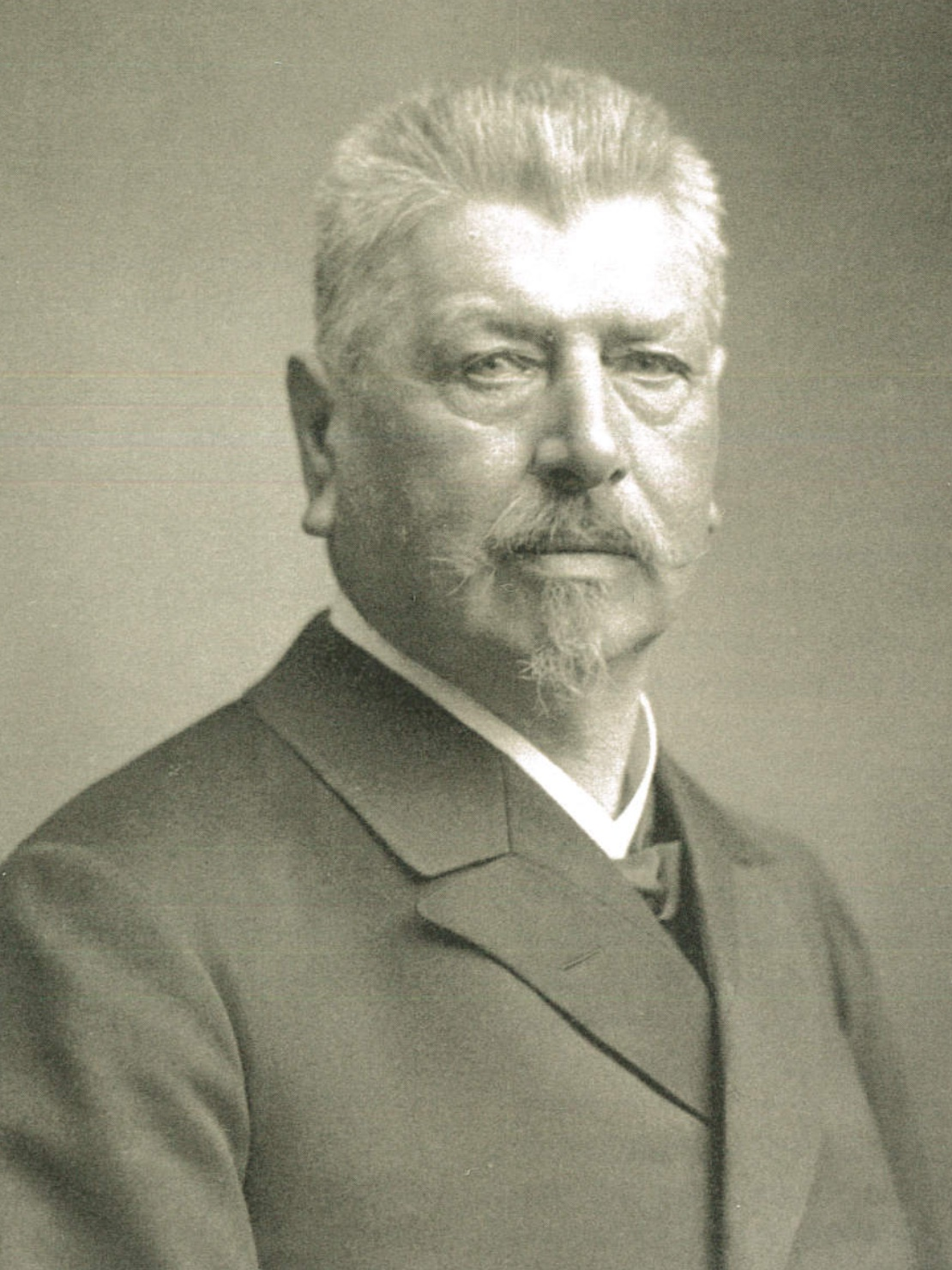
Georg Leinfelder (1836–1916)

Im Jahr 1871 erwarb Georg Leinfelder die Wasserkraft Donaumühle, die abwärts der Paar lag, und ließ dort die erste Holzschleiferei der Region entstehen. Die erste Papiermaschine wurde 1869 auf der Basis des in den 1840er Jahren entwickelten Werkstoffs Holzschliff in Betrieb genommen. Zu einer Zeit, zu der noch Kutschen das Straßenbild prägten, fand LEIPA mit Eröffnung der Schrobenhausener Bahnstation im Jahr 1875 in der Eisenbahn eine neue Möglichkeit, ihre Waren in neue Gebiete zu transportieren und überregional abzusetzen.
1879 waren in der Papierfabrik Leinfelder 18 Arbeiter und 25 Arbeiterinnen beschäftigt, rund die Hälfte stammte aus Schrobenhausen, die restlichen fast ausschließlich aus den benachbarten Orten und Dörfern.
Schnell wuchs die Papierfabrik, Holländer und Kalander wurden aufgestellt, die Cellulose-Herstellung begann. 1887 wurde die zweite Papiermaschine mit 160 cm Arbeitsbreite in Betrieb genommen.
Georg Leinfelder ließ auf eigene Kosten in den 1880er-Jahren einen fünf Kilometer langen Kanal, die „Paar-Correktion“, bauen, der mit dem Wasser der Paar gespeist wurde und somit half, die benötigte Energie durch eigene Kraftwerke aus Wasserkraft zu liefern. Dieser „Leinfelderkanal“ verlief von den Paar-Auen von Schrobenhausen nach Hörzhausen und ist noch heute zu erkennen.
1896 stieg die Zahl der Beschäftigten von 81 im Vorjahr auf 103. Im gleichen Jahr erhielt Leinfelder für seine Produkte die Silbermedaille der bayrischen Landesausstellung in Nürnberg. Für diese Zeit ungewöhnlich, teilte der Industrielle diesen Erfolg mit seinen Mitarbeitern und feierte mit ihnen im Betrieb.
Im Jahr 1900 hatte das Unternehmen rund 150 Beschäftigte und war damit das größte Industrieunternehmen in Schrobenhausen.
Im Jahre 1903 bezog die Eigentümerfamilie die von dem Architekten Gabriel von Seidl erbaute Villa Leinfelder, die noch heute von der Familie genutzt wird und in unmittelbarer Nachbarschaft zum Werk Schrobenhausen steht.

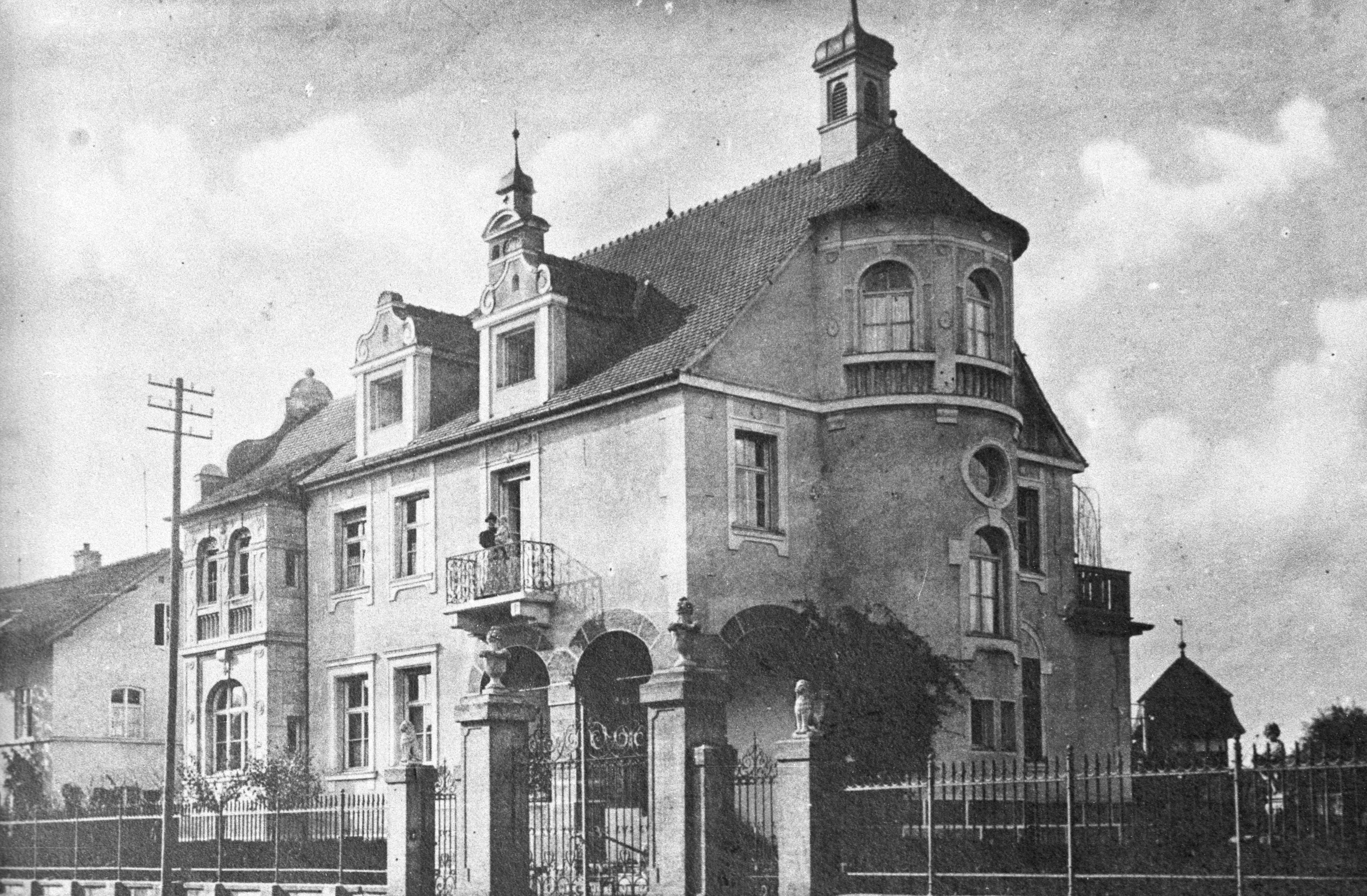
Villa Leinfelder

Mit namhaften Spenden unterstützten Georg Leinfelder und seine Familie die ambulante Krankenpflege, die Gründung eines Waisenhauses, den Bau des Altersheims St. Georg, einer Turnhalle, eines Schützenheims und des Rotkreuzheims.
Ebenfalls im Jahr 1906 ernannte die Stadt Schrobenhausen Georg Leinfelder anlässlich seines 70. Geburtstages in Anerkennung seiner Verdienste um die Stadt zum Ehrenbürger. Er hatte sich neben der Unternehmensleitung über 40 Jahre lang in verschiedenen Ämtern für Schrobenhausen engagiert, so war er unter anderem Gemeindebevollmächtigter, Magistratsrat, Bürgermeister und Vorstand des Gemeindekollegiums den kommunalen Gremien der Stadt. Er war Gründungsmitglied der Vereinigung der Papier- und Holzfabrikanten.
1910 wurde Georg Leinfelder mit dem kgl. Verdienstorden vom hl. Michael IV. Klasse mit der Krone ausgezeichnet.
Das soziale Engagement von Georg Leinfelder wird von allen Biographen hervorgehoben. Nicht nur seine Stiftungen für die Stadt Schrobenhausen sind von Bedeutung, sondern ebenso sein Verhalten als Unternehmer und Arbeitgeber.
Leinfelder konnte schon früh eigene Arbeiterwohnungen anbieten. Außerdem ging er über die damalige Anfänge der Sozialgesetzgebung hinaus und unterhielt eine Art Betriebskrankenkasse.
In Schrobenhausen wurde eine Straße nach Georg Leinfelder benannt.
Georg Leinfelder starb am 23. Juli 1916 in Schrobenhausen.

### Franz und Josef Leinfelder
Georg Leinfelders Söhne Josef (* 3. August 1867; † 23. August 1906) und Franz Leinfelder (* 1. Dezember 1869; † 11. Mai 1927) übernahmen 1902 das Unternehmen, das nach dem Tod von Josef Leinfelder von Franz Leinfelder geleitet wurde.
Franz Leinfelder besuchte die Oberrealschule Ingolstadt. Zur Erweiterung seiner fachlichen Kenntnisse ging er in jungen Jahren nach Österreich, Italien, Japan und in die USA. Franz Leinfelder war auch außerhalb des eigenen Betriebes in der Wirtschaft tätig, unter anderem als Aufsichtsrat der Papierfabriken Nettingsdorf, Baienfurt, Konstanz und der Mayer’schen Kunstmühle in Landshut.
Franz Leinfelder starb am 11. Mai 1927. In den letzten Jahren hatte er bereits seinen Schwiegersohn Hans Schrödinger in die Geschäftsleitung der Papierfabrik mit einbezogen.

### Richard und Hermann Leinfelder
Hermann Leinfelder wurde am 21. Dezember 1908 geboren, besuchte das Gymnasium in Ettal und Pfarrkirchen und studierte in Weihenstephan Agrarwissenschaften. Schon während der Studienzeit hatte er die Landwirtschaft zu führen, da der Vater im Jahre 1927 verstorben war.
Richard Leinfelder wurde am 24. Januar 1904 geboren, er durchlief die Ausbildung zum Papiermacher und arbeitete dann im Familienbetrieb mit. 1925 gründete er die „Fabrik-Feuerwehr“, um die er sich dann auch in all den folgenden Jahren kümmerte.
Richard Leinfelder war noch sehr jung, als der kranke Vater Franz Leinfelder der Unternehmensführung nicht mehr gewachsen war. So übernahm Mitte der 1920er Jahre Hans Schrödinger, Richards Schwager, die kaufmännische Leitung der Papierfabrik. Richard Leinfelder war  in den folgenden Jahrzehnten vornehmlich mit technischen Fragen betraut.

Richard Leinfelder starb am 29. Dezember 1955. 

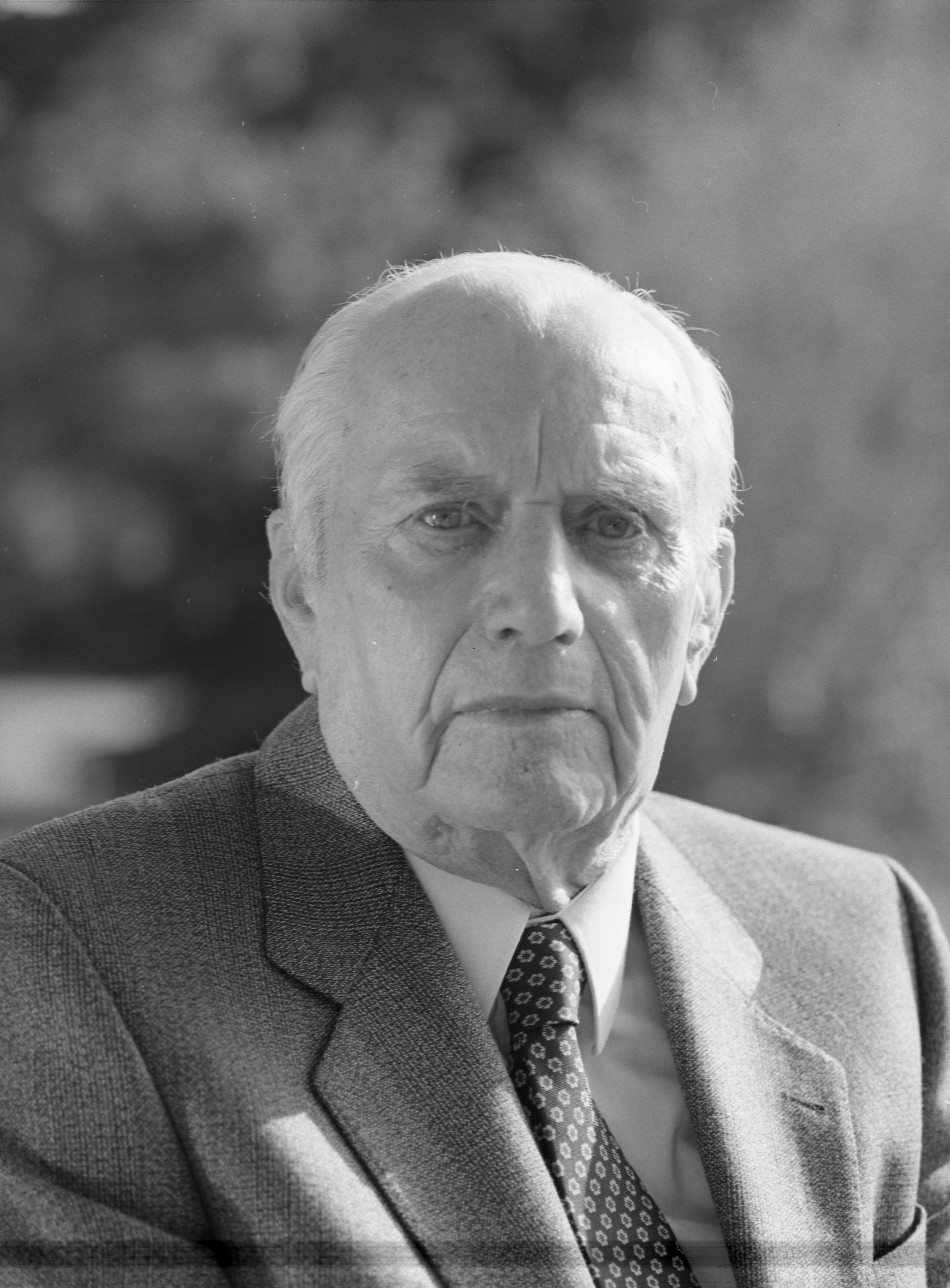
Hermann Leinfelder (1908–1991)

Hermann Leinfelder musste im Zweiten Weltkrieg an die Front, nach Frankreich und nach Russland, dabei wurde er schwer verwundet. Seine Hauptaufgabe war die Verwaltung der Güter Donaumühle, Rinderhof und Pappenberg. Ein großes Anliegen war ihm auch die Pflege der Leinfelder-Waldungen.
Er war nach dem frühen Tod seines Bruders Richard von 1956 bis 1976 in der Papierfabrik in leitender Position tätig.
Zu Zeiten von Hermann Leinfelder erfolgte der Einstieg in die Veredelung von Karton und Papier durch Beschichtungen aus Kunststoff und andere Materialien, unter ihm wurde der erste Extruder aufgestellt.
Hermann Leinfelder war zweimal verheiratet. 1981 starb seine Frau Paula, geb. Ulsch, nach 33 Jahren Ehe. Im Sommer des Jahres 1982 heiratete er Liselotte Köhn.
Hermann Leinfelder starb am 10. August 1991.

### Hans Schrödinger
Hans Schrödinger wurde am 30. November 1896 in Regensburg geboren. Er besuchte das Gymnasium in Weiden, studierte Wirtschaftswissenschaften, promovierte als Volkswirt und wurde Mitarbeiter der Reichsbank.
Er heiratete 1925 Maria Leinfelder, aus der Ehe gingen die Kinder Walter (1927–1945), Hubert (1930–2022), Gerhart (1931–1935) und Margit (1938–2020) hervor.
Von 1927 bis 1961 lag die Unternehmensleitung von Leinfelder bei Hans Schrödinger.
1959 wurde ihm das Bundesverdienstkreuz der Bundesrepublik Deutschland verliehen. 1961 zog er sich zurück, nachdem er seinen Sohn Hubert Schrödinger eingearbeitet hatte. Er starb am 3. Februar 1976 in Schrobenhausen.
Ab 1949 hatte das Unternehmen wieder 240 Beschäftigte. Auf zwei Papiermaschinen lief die Produktion, und als Rohstoffe kamen Holz, Zellstoff und Altpapier zum Einsatz.
Schrödinger starb am 3. Februar 1976 in Schrobenhausen.

### Hubert Schrödinger
Hubert Schrödinger übernahm 1961 als fünfte Generation die volle und alleinige Verantwortung für die Unternehmensgruppe von seinem Vater,  Hans Schrödinger.
Mitte der 1960er Jahre beschäftigte das Unternehmen 250 Mitarbeiterinnen und Mitarbeiter und steigerte seine Jahresproduktion zwischen 1960 und 1970 von 8.200 auf 18.100 t.
Ab dem Jahr 1967 begann das Unternehmen damit, Papier aus der eigenen Produktion zu veredeln, um insbesondere im Verpackungsmarkt neue Kundengruppen zu erschließen. Der im Jahr 2023 inzwischen als LEIPA Flexibles GmbH ausgegründete Unternehmensbereich stellt flexible Verpackungslösungen her, einen hohen Anteil hiervon auf Basis von Papier als Grundträger z. B. in Form von tiefziehbarem Papier oder Papierverpackungen mit möglichst dünnen Hochleistungsbarrieren.
1973 wurde in der Papierherstellung von Cellulose auf 100 % Altpapier als dem zentralen Rohstoff umgestellt. Zudem wurde die noch heute in Betrieb befindliche Kartonmaschine in Eigenregie errichtet, die Produktion startete am 19. Dezember 1973. Im Jahr 1973 belief sich die tägliche Produktionskapazität auf circa 100 Tonnen Karton. Stand 2023 sind es täglich bis zu 400 Tonnen.

### Nach der Wiedervereinigung
1992 erfolgte die Übernahme der Papierfabrik in Schwedt an der Oder von der damaligen Treuhandanstalt 1996 wurde das Unternehmen mit dem Umweltpreis für das erste vollwertige Offset-Magazinpapier aus hundert Prozent Altpapier ausgezeichnet, die Urkunde übergab die damalige Umweltministerin Angela Merkel. 1999 entstand durch die Fusion der beiden rechtlich noch getrennten Unternehmen in Schrobenhausen und Schwedt/Oder die LEIPA Georg Leinfelder GmbH.

### Nach der Jahrtausendwende
Aus der Kartonmaschine KM 3 in Schwedt wurde 2001 die Papiermaschine PM 3 zur Produktion von Wellpappenrohpapieren auf 100 % Recyclingbasis.
2003 erfolgte die Grundsteinlegung für die neue Papiermaschine PM 4 im Werk Schwedt Süd. Nach Abschluss der Arbeiten wurde am 30. Juli 2004 das erste LWC-Papier an der Maschine mit einer Siebbreite von 8,90 Metern produziert. Sie besitzt eine Jahreskapazität von 300.000 Tonnen LWC-Papier. Dabei kommt auch hier ausschließlich Altpapier zum Einsatz. Die Errichtung der PM 4 kostete insgesamt über 350 Millionen Euro.
Ab 2005 produzierte die Papiermaschine PM 3 ausschließlich White Top Testliner (WTTL), gestrichen und ungestrichen.
2010 wurde eine neue Sortieranlage bei der Tochter MAD in Ingolstadt mit einer Sortierleistung von 30.000 t/a in Betrieb genommen.
2011 trat mit Robin Huesmann, Neffe von Hubert Schrödinger, die sechste Generation der Papiermacher-Familie in die Unternehmensführung als Geschäftsführer ein.
2012 folgte der Ausbau des eigenen Altpapierankaufs durch die MAD auf mehr als 150 eigene und in Kooperation betriebene Ankaufstellen (bundesweit). Die Münchner Akten- und Datenvernichtung (MAD) beschafft etwa 30 Prozent des Altpapiers für die Produktion.
2013 investierte das Unternehmen über 15 Millionen Euro für die Anschaffung eines Tandem-Extruder für die LEIPA Flexibles GmbH am Standort Schrobenhausen investiert.
Im Geschäftsjahr 2014 hatte das Unternehmen 1450 Mitarbeiter und erwirtschaftete 650 Millionen Euro Umsatz.
Im Mai 2015 berief das Unternehmen den früheren Ministerpräsident des Landes Brandenburg Matthias Platzeck zum neuen Aufsichtsratsvorsitzenden.
2015 waren es 1500 Mitarbeiter und mehr als eine Dreiviertel Milliarde Euro Umsatz, davon gut 125 Millionen in Schrobenhausen.
2016 erfolgte für rund 70 Millionen Euro die Übernahme der Papierfabrik UPM mit der Zeitungspapiermaschine PM 11 in direkter Nachbarschaft zum bestehenden Werk in Schwedt/Oder mit einer Produktionskapazität von 280.000 t Zeitungsdruckpapier pro Jahr, die in den folgenden zwei Jahren zur Produktion von Wellpappenrohpapieren von der Firma Voith umgerüstet wurde. Die Fertigstellung der Papiermaschine PM 5 erfolgte im April 2018. Die geplante Jahreskapazität lag bei 450.000 t weiß gedecktem Testliner (WTTL) pro Jahr. Die Gesamtkapazität der LEIPA für die Produktion von WTTL liegt seitdem bei 700.000 Tonnen pro Jahr.
2017 verlieh die Stadt Schrobenhausen, Sitz des Stammwerks, dem Eigentümer Hubert Schrödinger die Goldene Bürgermedaille, die zweithöchste Ehrung der Stadt.
Ebenfalls im Jahr 2017 erfolgte die Gründung der Rising Generation GmbH, das neue Unternehmen mit Sitz in Berlin, fungiert als Investment-Arm der Eigentümerfamilie und verwaltet Beteiligungen an Start-ups.
2019 feierte der Standort Schwedt/Oder das 60-jährige Jubiläum. 2022 feierte das Unternehmen 175-jähriges Jubiläum.
2022 starb Hubert Schrödinger im Alter von 92 Jahren. Das Familienunternehmen wird seitdem von Robin und Till Huesmann, der 6. Generation der Familie Leinfelder-Schrödinger-Huesmann, vertreten. Till Huesmann ist Teil des Aufsichtsrates, Robin Huesmann ist Geschäftsführer bei der LEIPA Group GmbH.
Im Juni 2022 wurde bekannt, dass der Papierhersteller rund 40 Millionen Euro Staatshilfe aus dem Wirtschaftsstabilisierungsfonds erhalten wird, um das Unternehmen bei den Auswirkungen der Corona-Krise zu unterstützen.

## Unternehmensaufbau
2015 gab sich das Unternehmen eine neue Struktur. Die Führung der Unternehmensgruppe übernimmt seither die Leipa Group GmbH. Sie legt die gemeinsame Strategie für alle Unternehmen in der Unternehmensgruppe fest. Diese ist nach wie vor im Familienbesitz, der frühere brandenburgische Ministerpräsident Matthias Platzeck ist aktueller Vorsitzender des Aufsichtsrats der Leipa Group GmbH. Die weiteren Mitglieder des Aufsichtsrat (Stand: 2023) sind Frank Eckert (Arbeitnehmervertreter), Hans-Peter Sollinger, Peter Reuss, Till Huesmann und Daniela Gräßle (Arbeitnehmervertreterin).
Zur Gruppe gehören die folgenden Unternehmen:
- Leipa Group GmbH, mit Sitz Schwedt/Oder, Deutschland
- Leipa Georg Leinfelder GmbH, mit Sitz in Schwedt/Oder, Deutschland
- Leipa Flexibles GmbH, mit Sitz in Schwedt/Oder, Deutschland
- Leipa Logistik GmbH, mit Sitz in Schwedt/Oder, Deutschland
- MAD Recycling GmbH, mit Sitz in München, Deutschland
- Leipa Pack srl, mit Sitz in Bukarest, Rumänien

Die Gruppe unterhält folgende Produktionsstandorte:
- Leipa Werk Schwedt, Deutschland
- Leipa Werk Schrobenhausen, Deutschland
- Leipa Werk Bukarest, Rumänien

Die Gruppe unterhält folgende internationale Vertriebsgesellschaften:
- Leipa Austria & CEE GmbH, mit Sitz in Wien, Österreich
- Leipa France SaS, mit Sitz in Saint Germain en Laye, Frankreich
- Leipa Polska Sp. z o.o., mit Sitz in Warschau, Polen
- Leipa UK Ltd., mit Sitz in Tenterden, England (UK)

Die Gruppe ist unter anderen an folgenden Unternehmen beteiligt:
- Gratenau & Hesselbacher[27]
- Papair[28]

Zu den Kunden des Unternehmens gehören bzw. gehörten:
- Lufthansa[10]
- Deutsche Bahn[10]
- Elle Magazin Polen, Burda International[29]
- Lush Retail[30]

## Forschung und Entwicklung
2019 wurde auf Initiative der LEIPA der Verein „Innovation Campus Metropolregion Berlin Stettin (meBest) e.V.“ gegründet, der als Trägerverein und Betreiber für den Innovation Campus Schwedt agiert. Seine Aufgaben umfassen wissenschaftliche Veranstaltungen und Forschungsvorhaben, die Unterhaltung einer Bildungseinrichtung, Vorlesungen von Hochschulen sowie Gründungsunterstützung für Startups. Dazu gehört auch das Reallabor für Biokreislaufökonomie in einer großen Produktionshalle, inklusive Labor- und Büroräumen, in dieser können Startups ihre Technologien entwickeln und unter industrienahen Bedingungen testen, Verfahren validieren sowie Testprodukte erstellen.
Im Bereich Forschung kooperiert das Unternehmen u. a. mit dem Fraunhofer Institut UMSICHT im Projekt „Reststoff2Kraftstoff“ und im Projekt „Optimierung durch Digitalisierung des Wertstoffkreislaufs in der Papierindustrie (ODiWiP)“, einem Teil der FONA-Initiative (Forschung für Nachhaltigkeit) des Bundesministeriums für Forschung und Bildung, gemeinsam mit dem Fraunhofer Institut Dresden (IVV-DD).
LEIPA ist auch Industriepartner des Forschungsprojekts EnEWA, das einen Aufbereitungsprozess von der trockenmechanischen Sortierung, Zerfaserung und Hygienisierung bis hin zum Einsatz in der stofflichen Verwertung entwickelt. Das Projekt wurde 2022 in Brüssel vom Europäischen Rat für Papierrecycling (engl. European Paper Recycling Council, kurz: EPRC) in der Kategorie „Innovative Technologien und Forschung & Entwicklung“ ausgezeichnet.
2023 erhielt das Verbundprojekts „KIBAPap“ den Förderbescheid des BMWK über 3,2 Mio. Euro, das Ziel ist die Entwicklung eines KI-basierten Bedienerassistenzsystems im Wertstoffkreislauf Papier. An dem dreijährigen Projekt ist die LEIPA Group GmbH neben weiteren Unternehmen ebenfalls beteiligt.